# Morti nel 1977/Novembre
| Questa pagina contiene informazioni ricavate automaticamente dalle voci biografiche con l'ausilio del template Bio e di un bot. L'aggiornamento è periodico e automatico e ricostruisce completamente la pagina. Se manca una persona in questa lista, sei pregato di non aggiungerla, ma accertati piuttosto che la sua voce biografica contenga il template Bio e che i dati anagrafici siano correttamente compilati. Se il template Bio manca, inseriscilo tu stesso o, in alternativa, metti l'avviso {{tmp\|Bio}} che ne segnala la mancanza. Se i dati riportati sono sbagliati, correggi direttamente la voce biografica; le modifiche saranno visibili in questa lista entro pochi giorni. Per chiarimenti vedi il progetto biografie. La lista contiene solo le 100 persone che sono citate nell'enciclopedia e per le quali è stato implementato correttamente il template Bio. Pagina aggiornata al 3 mar 2024. |

- 1º novembre - Franco Albini, architetto, urbanista e designer italiano (n. 1905)
- 1º novembre - Giuseppe Cigala Fulgosi, militare italiano (n. 1910)
- 1º novembre - Peter Demetz-Fëur, pittore italiano (n. 1913)
- 1º novembre - Giancarlo Genesini, calciatore italiano (n. 1913)
- 2 novembre - Gianguido Borghese, ingegnere, politico e partigiano italiano (n. 1902)
- 2 novembre - Hans Erich Nossack, scrittore, drammaturgo e giornalista tedesco (n. 1901)
- 2 novembre - Harold E. Stine, direttore della fotografia statunitense (n. 1903)
- 3 novembre - Victor Heerman, sceneggiatore e regista statunitense (n. 1893)
- 3 novembre - William Kurelek, artista, scrittore e pittore canadese (n. 1927)
- 3 novembre - Ottavio Pratesi, ciclista su strada italiano (n. 1889)
- 3 novembre - Florence Vidor, attrice statunitense (n. 1895)
- 4 novembre - Betty Balfour, attrice britannica (n. 1903)
- 4 novembre - Carlo Gaddi, attore italiano (n. 1936)
- 4 novembre - Arrigo Lorenzo Osti, militare e ufficiale italiano (n. 1891)
- 4 novembre - Tom Reamy, scrittore statunitense (n. 1935)
- 4 novembre - Keith Vaughan, pittore e fotografo britannico (n. 1912)
- 5 novembre - Nino Garajo, pittore italiano (n. 1918)
- 5 novembre - René Goscinny, fumettista e editore francese (n. 1926)
- 5 novembre - Giorgio La Pira, politico e giurista italiano (n. 1904)
- 5 novembre - Guy Lombardo, direttore d'orchestra e violinista canadese (n. 1902)
- 5 novembre - Aleksej Grigor'evič Stachanov, minatore sovietico (n. 1906)
- 6 novembre - André Le Fèvre, calciatore olandese (n. 1898)
- 6 novembre - Willie McLean, calciatore scozzese (n. 1904)
- 6 novembre - Armando Rossi, cestista peruviano (n. 1915)
- 7 novembre - José Rita, calciatore portoghese (n. 1932)
- 7 novembre - Giorgio De Stefano, mafioso italiano (n. 1941)
- 7 novembre - Fritjof Hillén, calciatore svedese (n. 1893)
- 8 novembre - Henri Ey, psichiatra e psicoanalista francese (n. 1900)
- 8 novembre - Bucky Harris, giocatore di baseball e allenatore di baseball statunitense (n. 1896)
- 8 novembre - John Longfellow, allenatore di pallacanestro statunitense (n. 1901)
- 9 novembre - Leonard Adamov, calciatore sovietico (n. 1941)
- 9 novembre - Gertrude Astor, attrice statunitense (n. 1887)
- 9 novembre - Subarna Shamsher Jang Bahadur Rana, politico nepalese (n. 1910)
- 9 novembre - Paul Renucci, filologo, critico letterario e italianista francese (n. 1915)
- 10 novembre - Carlo Bertazzoni, politico italiano (n. 1908)
- 10 novembre - Jodie Copelan, montatore statunitense (n. 1914)
- 10 novembre - Ornella Puliti Santoliquido, pianista italiana (n. 1906)
- 10 novembre - Dennis Wheatley, scrittore inglese (n. 1897)
- 11 novembre - Greta Keller, attrice austriaca (n. 1903)
- 12 novembre - Edwin Hennig, paleontologo tedesco (n. 1882)
- 12 novembre - Ekaterina Grigor'evna Stašesvskaja-Narodickaja, regista sovietico (n. 1926)
- 13 novembre - Claudio Nicastro, attore italiano (n. 1913)
- 13 novembre - Aron Pollitz, calciatore svizzero (n. 1896)
- 13 novembre - Francesco Sormano, attore, doppiatore e conduttore radiofonico italiano (n. 1899)
- 13 novembre - Shirō Toyoda, regista e sceneggiatore giapponese (n. 1906)
- 14 novembre - Richard Addinsell, compositore britannico (n. 1904)
- 14 novembre - A.C. Bhaktivedanta Swami Prabhupada, missionario e scrittore indiano (n. 1896)
- 15 novembre - Georges Friedmann, sociologo francese (n. 1902)
- 15 novembre - Marcello Giustiniani, dirigente sportivo italiano (n. 1901)
- 15 novembre - Tore Holm, velista svedese (n. 1896)
- 15 novembre - William C. McGann, regista e direttore della fotografia statunitense (n. 1893)
- 15 novembre - Mario Pedrina, allenatore di calcio e calciatore italiano (n. 1881)
- 15 novembre - Giovanni Zambotto, calciatore italiano (n. 1896)
- 15 novembre - Maria Zanoli, attrice italiana (n. 1896)
- 16 novembre - Roberts Blūmentāls, calciatore lettone (n. 1906)
- 16 novembre - Yale Boss, attore statunitense (n. 1899)
- 16 novembre - Charlotte Grimaldi, nobile (n. 1898)
- 17 novembre - Zena Keefe, attrice statunitense (n. 1896)
- 17 novembre - Anzor Kiknadze, judoka sovietico (n. 1934)
- 18 novembre - Victor Francen, attore belga (n. 1888)
- 18 novembre - Davey O'Brien, giocatore di football americano statunitense (n. 1917)
- 18 novembre - Kurt Alois von Schuschnigg, politico austriaco (n. 1897)
- 19 novembre - Sonny Criss, sassofonista e compositore statunitense (n. 1927)
- 19 novembre - Gamal El Sagini, pittore e scultore egiziano (n. 1917)
- 20 novembre - Louis Mercier-Vega, sindacalista, giornalista e anarchico belga (n. 1914)
- 20 novembre - Şadiye Sultan, principessa ottomana (n. 1886)
- 21 novembre - Richard Carlson, attore e regista statunitense (n. 1912)
- 21 novembre - Salvatore Rebecchini, ingegnere e politico italiano (n. 1891)
- 21 novembre - Boris Borisovič Rodendorf, paleontologo e entomologo sovietico (n. 1904)
- 21 novembre - Paul Schöffler, baritono tedesco (n. 1897)
- 22 novembre - Luigi Traglia, cardinale e arcivescovo cattolico italiano (n. 1895)
- 23 novembre - Emidio Mucci, librettista e musicologo italiano (n. 1886)
- 23 novembre - Francesco Scarsella, geologo italiano (n. 1899)
- 24 novembre - Inola Gurgulia, compositrice e musicista georgiana (n. 1929)
- 25 novembre - Matija Bravničar, compositore sloveno (n. 1897)
- 25 novembre - Ahmad bin Ali al-Thani, sovrano qatariota (n. 1920)
- 26 novembre - Aleksej Gribov, attore sovietico (n. 1902)
- 27 novembre - Mart Laga, cestista sovietico (n. 1936)
- 27 novembre - Giuseppe Tortora, politico italiano (n. 1921)
- 27 novembre - Ugo Tristani, sceneggiatore italiano (n. 1922)
- 28 novembre - Davide Baiardo, pallanuotista e nuotatore italiano (n. 1888)
- 28 novembre - Trevor Bardette, attore statunitense (n. 1902)
- 28 novembre - Harold Cagle, velocista statunitense (n. 1913)
- 28 novembre - Daniel Chalonge, astronomo e astrofisico francese (n. 1895)
- 28 novembre - John Little McClellan, politico statunitense (n. 1896)
- 28 novembre - Bob Meusel, giocatore di baseball statunitense (n. 1896)
- 28 novembre - Mihály Pataki, calciatore ungherese (n. 1893)
- 28 novembre - Michail Vajman, violinista e docente sovietico (n. 1926)
- 29 novembre - Carlo Casalegno, giornalista, scrittore e partigiano italiano (n. 1916)
- 29 novembre - Carlo Della Valle, geografo italiano (n. 1902)
- 29 novembre - Bo Larsson, pallanuotista svedese (n. 1927)
- 29 novembre - Valerij Solovcov, attore sovietico (n. 1904)
- 29 novembre - George Herbert Walker Jr., imprenditore statunitense (n. 1905)
- 30 novembre - Miloš Crnjanski, scrittore e poeta serbo (n. 1893)
- 30 novembre - Jožica Miklavčič, giornalista italiana (n. 1921)
- 30 novembre - Olga Petrova, attrice, commediografa e sceneggiatrice inglese (n. 1884)
- 30 novembre - Giuseppe Pullano, vescovo cattolico italiano (n. 1907)
- 30 novembre - Terence Rattigan, commediografo e sceneggiatore britannico (n. 1911)
- 30 novembre - Luciano Ricchetti, pittore italiano (n. 1897)
- 30 novembre - Pino Tovaglia, grafico italiano (n. 1923)